# بطولة العالم للجودو 1961
بطولة العالم للجودو 1961 (بالفرنسية: Championnats du monde de judo 1961)‏ هو الموسم 3 من  بطولة العالم للجودو. الذي يشرف على تنظيمه الاتحاد الدولي للجودو، وكان عدد الأندية المشاركة فيه  57، وفاز فيه Anton Geesink ‏.